# Rolla (Dakota del Nord)
Rolla és una ciutat del Comtat de Rolette a l'estat de Dakota del Nord dels Estats Units d'Amèrica.

## Demografia
Segons el cens dels Estats Units del 2000 Rolla tenia 1.417 habitants, 599 habitatges, i 357 famílies. La densitat de població era de 441,2 hab./km².
Dels 599 habitatges en un 31,2% hi vivien nens de menys de 18 anys, en un 44,6% hi vivien parelles casades, en un 13,7% dones solteres, i en un 40,4% no eren unitats familiars. En el 36,4% dels habitatges hi vivien persones soles el 21,5% de les quals corresponia a persones de 65 anys o més que vivien soles. El nombre mitjà de persones vivint en cada habitatge era de 2,34 i el nombre mitjà de persones que vivien en cada família era de 3,1.
Per edats la població es repartia de la següent manera: un 27,8% tenia menys de 18 anys, un 7,3% entre 18 i 24, un 24,1% entre 25 i 44, un 21,7% de 45 a 60 i un 19,1% 65 anys o més.
L'edat mediana era de 39 anys. Per cada 100 dones de 18 o més anys hi havia 80,7 homes.
La renda mediana per habitatge era de 32.222 $ i la renda mediana per família de 41.550 $. Els homes tenien una renda mediana de 25.096 $ mentre que les dones 20.391 $. La renda per capita de la població era de 16.614 $. Entorn del 16% de les famílies i el 19,4% de la població estaven per davall del llindar de pobresa.

## Poblacions properes
El següent diagrama mostra les poblacions més properes.